# 恵藤第四郎
恵藤 第四郎（えとう だいしろう、1893年（明治26年）9月18日 - 1952年（昭和27年）2月24日）は、大日本帝国陸軍軍人。最終階級は陸軍少将。

## 経歴
1893年（明治26年）に大阪府で生まれた。陸軍士官学校第27期卒業。1939年（昭和14年）6月に広島陸軍幼年学校訓育部長に就任し、1940年（昭和15年）3月9日に陸軍歩兵大佐に進級した。同年8月1日に歩兵第212連隊長（第12軍・第32師団・第32歩兵団）に転じ、日中戦争に出動。兗州に駐屯し、魯南剿共作戦に参加した。1943年（昭和18年）8月に東部軍教育隊長に転じ、1944年（昭和19年）6月21日に名古屋陸軍幼年学校長に就任し、8月1日に陸軍少将に進級した。
1945年（昭和20年）4月6日に独立混成第96旅団長（第1総軍・第12方面軍・東京湾兵団）に就任し、三浦半島で本土決戦に備える中で終戦を迎えた。
1947年（昭和22年）11月28日、公職追放仮指定を受けた。